# Rodrí (Fußballspieler, 1934)
Rodrí  (* 8. März 1934 in Barcelona; † vor oder am 17. Mai 2022), bürgerlich Francisco Rodríguez García, war ein spanischer Fußballspieler.

## Karriere als Spieler
In der Jugend spielte Rodrí, der als Verteidiger aktiv war, zuerst bei CD Condal, einem Verein aus Barcelona. Von dort aus wechselte er 1955 zum FC Barcelona. Da er dort nicht auf Anhieb in die Startformation kam, wurde er im gleichen Jahr wieder zu CD Condal transferiert, wo er bis 1958 blieb. 1958 wechselte er wieder zurück zu Barça. Dort hatte sich mittlerweile um Torhüter Antoni Ramallets, Mittelfeldstratege Luis Suárez, László Kubala und die beiden Ex-Ungarn Sándor Kocsis und Zoltán Czibor im Sturm eine Weltklassemannschaft entwickelt und Rodrí kam als Abwehrspieler genau richtig, da die Mannschaft im defensiven Bereich nicht über die Klasse verfügte wie in der Offensivabteilung.
Für Barcelona bestritt Rodrí von 1958 bis 1963 83 Spiele (0 Tore). 1963 beendete er mit nur 29 Jahren seine Karriere.
Mit der spanischen Fußballnationalmannschaft nahm Rodrí am WM-Turnier 1962 in Chile teil. Als Mitfavorit geltend, schieden die Spanier jedoch bereits in der Vorrunde aus, nachdem sie gegen die Tschechoslowakei und Brasilien verloren hatte und nur gegen Mexiko gewinnen konnten. Rodrí bestritt in seiner Laufbahn 4 Spiele für Spanien, in denen ihm kein Tor gelang.

## Karriere als Trainer
Nach seiner aktiven Laufbahn wurde Rodrí Trainer. Zunächst coachte er in den Jahren 1966–67 die Jugend des FC Barcelona, bevor er von 1967 bis 1969 die Amateure des Clubs trainierte. 1969 wurde er von Barça sogar als Trainer der ersten Mannschaft engagiert, verlor seinen Posten jedoch schon nach einem Jahr wieder.
In den darauffolgenden Jahren arbeitete Rodrí als Assistent von Rinus Michels bei Barça.

## Erfolge mit dem FC Barcelona
- Inter-Cities Fairs Cup 1958–60
- Primera División 1958/59, 1959/60
- Copa del Rey 1958/59, 1962/63